# Neoplatonismo e Cristianismo
O Neoplatonismo foi uma grande influência na teologia cristã até a Antiguidade Tardia e Idade Média no Ocidente, nomeadamente devido a (1)  Santo Agostinho de Hipona, que foi influenciado pelos primeiros neoplatônicos Plotino e  Porfírio; e (2) as obras do escritor cristão Pseudo-Dionísio, o Areopagita, que foi influenciado por neoplatônicos posteriores, como Proclo e Damáscio.
Entre os primeiros cristão houve uma controvérsia se deveriam conquistar respeitabilidade para a nova religião enxertando suas doutrinas em um sistema já estabelecido da filosofia grega ou isolar e proteger a fé contra as abstrações metafísicas.
Apesar da influência que essa filosofia teve na cristandade, posteriormente Justiniano (r. 527–565) denegriu o neoplatonismo ordenando o fechamento da refundada Academia de Atenas, em 529. O fechamento da academia foi seguida pela abertura da secular Universidade de Constantinopla. Que não foi oficialmente chamada de Universidade antes disso e foi realmente encontrada, como a Universidade do salão do palácio de Magnaura em 425 AD. A escola em Constantinopla tinha sido uma instituição acadêmica por muitos anos antes de ter sido chamada de universidade. A instituição de origem foi fundada pelo imperador Teodósio II (r. 408–450).

## Neoplatonismo na Teologia Ortodoxa

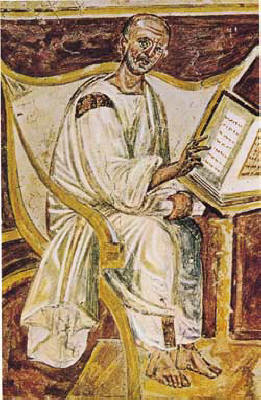
Santo Agostinho, afresco do século VI

Desde os dias iniciais da Igreja Primitiva até o presente, a Igreja Ortodoxa fez uso seletivo e positivo da filosofia grega antiga, especialmente das ideias de Sócrates, Platão, Aristóteles e dos estoicos. Por exemplo, o termo "logos" (Λόγος grego) originou-se com Heráclito e significava razão ou pensamento. No contexto cristão, logos assume um significado mais profundo e torna-se um nome para a segunda pessoa da Trindade. O escritor e teólogo Gregorio Palamas dá quatro significados distintos para o termo logos.  O princípio mais importante a se ter em mente é que o cristianismo primitivo desenvolveu-se em um ambiente grego e um vocabulário comum foi usado na escrita filosófica, espiritual e teológica. No entanto, os significados das palavras, por vezes, evoluiu ao longo de linhas diferentes. Em outros casos, ideias e conceitos filosóficos foram, por vezes, adaptados e modificados por escritores cristãos. Qualquer esforço exegético tentar desvendar a influência do neoplatonismo sobre a teologia cristã precisa manter estes princípios em mente. Deve-se também notar que a filosofia foi utilizada de forma bastante diferente nas tradições teológicas orientais e ocidentais.
Os escritos atribuídos ao Pseudo-Dionísio, o Areopagita estão entre as obras mais enigmáticas da antiguidade tardia. Eruditos bizantinos, como Gregorio Palamas citam Pseudo-Dionísio, especialmente em matéria de Teologia Mística, como theoria, as energias divinas e o desconhecimento de Deus. Atualmente, teólogos e filósofos modernos ainda estão debatendo se Pseudo-Dionísio era um neoplatônico com influências cristãs ou um escritor cristão com influências neoplatônicas. Entre os estudiosos ortodoxos, a visão mais tardia parece ser partilhada por escritores como Andrew Louth  and Vladimir Lossky.  No entanto, outros estudiosos ortodoxos, como John Meyendorff acreditam que o neoplatonismo de Pseudo-Dionísio exerceu influências positivas e negativas na teologia ortodoxa.

## Cristoplatonismo
Cristoplatonismo é um termo utilizado para se referir a um dualismo opinado por Platão, que influenciou a  Igreja, segundo o qual o espírito é bom, mas a matéria é má.

## Idade Média
Erígena reúne ambos Neoplatonismo e Cristianismo e para ele, estes nunca se opuseram nem eram contrastantes entre si. Em Homilia, Erígena diz de modo platônico que o homem tem seu corpo deste mundo mas sua alma é de outro, não refletindo as preocupações de Agostinho sobre a possibilidade de conflito entra a doutrina neoplatônica e os ensinamentos cristãos em questões como a pré-existência da alma, a natureza da criação e a salvação ou o sentido da natureza e da graça. A preocupação principal de Erígena está em integrar em um único sistema coerente o diversificado platonismo, que recebeu de autoridades gregas e latinas, e comunicar este sistema integrado como a verdade do Cristianismo e o sentido da natureza em si. Ele frequentemente cita Agostinho e Dionísio juntamente, mostrando que se concordavam entre si.